# UMF Sindri Höfn
Ungmennafélagið Sindri ist ein isländischer Sportverein aus Höfn im Südosten der Insel.

## Geschichte
UMF Sindri wurde 1934 gegründet. Im Laufe der Zeit entwickelten sich Abteilungen für verschiedene Sportarten.

### Basketball
Nachdem die Basketballmannschaft zunächst nur unterklassig gespielt und sich zeitweise aufgelöst hatte, begann sie 2005 auf Initiative des seinerzeitigen Teenagers Arnar Guðjónsson, der als Spielertrainer agierte, erneut mit dem Spielbetrieb. Nach mehreren Jahren in der dritten Liga stieg die Mannschaft 2018 in die zweitklassige 1. deild karla auf.

### Fußball
Die Fußballmannschaft spielte anfangs im unterklassigen Ligabereich und etablierte sich ab Ende der 1970er Jahre auf drittem und viertem Spielniveau. Damit war der Klub auch ein regelmäßiger Teilnehmer am Landespokal. Zur Spielzeit 2000 erreichte der Klub erstmals die zweitklassige 1. deild karla, stieg aber nach drei Saisonsiegen aus 18 Spielen mit drei Punkten Rückstand auf den von UMFS Dalvík belegten Nicht-Abstiegsplatz direkt wieder ab. Nach dem direkten Wiederaufstieg beendete die Mannschaft die Zweitliga-Spielzeit 2002 als Tabellenletzte. In der Folgezeit spielte der Klub vornehmlich auf dem dritten Spielniveau.
Die Frauenfußballmannschaft des Klubs spielt ebenfalls unterklassig und trat zeitweise in der zweitklassigen 1. deild kvenna an.